# Fase española de la Copa de las Regiones UEFA 2005-06
La Fase española de la Copa de las Regiones UEFA 2005-06 fue la quinta edición del campeonato que sirve para definir el representante de España a la Copa de las Regiones de la UEFA, donde el campeón participa en la edición de 2007.

## Fases

### V Copa de las Regiones de la UEFA 2005-06
Primera fase

Grupo A (Asturias)
| Extremadura | Asturias    | 0-2 |
| Melilla     | Madrid      | 0-5 |
| Asturias    | Melilla     | 4-0 |
| Madrid      | Extremadura | 1-2 |

Se clasifica: Asturias
Grupo B (Murcia)
| Cantabria | Murcia     | 0-0 |
| Cantabria | País Vasco | 0-2 |
| Murcia    | País Vasco | 1-1 |

Se clasifica: País Vasco
Grupo C (Aragón)
| Castilla-La Mancha | Aragón  | 1-1 |
| Castilla-La Mancha | Navarra | 4-0 |
| Aragón             | Navarra | 2-1 |

Se clasifica: Castilla-La Mancha
Grupo D (Baleares)
| Andalucía | Baleares     | 1-2 |
| Andalucía | C.Valenciana | 3-2 |
| Baleares  | C.Valenciana | 1-1 |

Se clasifica: Baleares
Grupo E (Castilla y León)
| Castilla y León | Canarias | 2-0 |
| Canarias        | La Rioja | 0-2 |
| Castilla y León | La Rioja | 2-0 |

Se clasifica: Castilla y León
Grupo F (Cataluña)
| Ceuta    | Cataluña | 0-3 |
| Ceuta    | Galicia  | 0-3 |
| Cataluña | Galicia  | 4-3 |

Se clasifica: Cataluña
Fase intermedia
| Baleares           | Asturias | 1-1 |
| Castilla-La Mancha | Cataluña | 1-1 |

| Asturias | Baleares           | 4-1 |
| Cataluña | Castilla-La Mancha | 0-0 |

Semifinales
| 14 de abril de 2006, 19:15 h.               | Castilla y León   | 1-1 (1-1, 0-0) | País Vasco | Las Llanas, Sestao (Vizcaya) |                           |
|                                             | Pablo Infante 85' |                | David 75'  | Árbitro(s): Bergada Braña    | Árbitro(s): Bergada Braña |
| País Vasco se clasifica por penaltis (5-4). |                   |                |            |                              |                           |

| 14 de abril de 2006 | Asturias | 0-1 (0-0) | Cataluña         | La Florida, Portugalete (Vizcaya) |                              |
|                     |          |           | Chema (p.p.) 89' | Asistencia: 500 espectadores      | Asistencia: 500 espectadores |

Final
| 16 de abril de 2006, 12:00 h. | País Vasco | 0-0 | Cataluña | Lasesarre, Baracaldo (Vizcaya)                           |  |
|                               |            |     |          | Asistencia: 500 espectadores Árbitro(s): Isturiz Latorre |  |

| Tanda de penaltis |  |     |  |              |
|                   |  | 1:0 |  | Aleix        |
|                   |  | 2:0 |  | Heredia      |
|                   |  | 3:0 |  | Óscar García |

| PAÍS VASCO | CATALUÑA                                                                            |
| ---------- | ----------------------------------------------------------------------------------- |
|            | Craviotto                                                                           |
|            | Aleix                                                                               |
|            | Fernando                                                                            |
|            | Isma                                                                                |
|            | Rubén Salvador                                                                      |
|            | Óscar Alquézar                                                                      |
|            | Gely                                                                                |
|            | Sanchís                                                                             |
|            | Ivi                                                                                 |
|            | Charly                                                                              |
|            | Uri                                                                                 |
| DT         | DT Toni Almendros                                                                   |
| Cambios    | Cambios Sanchís (Óscar García, min.73) Ivi (Heredia, min.68) Charly (Palet, min.85) |